# SynthAxe

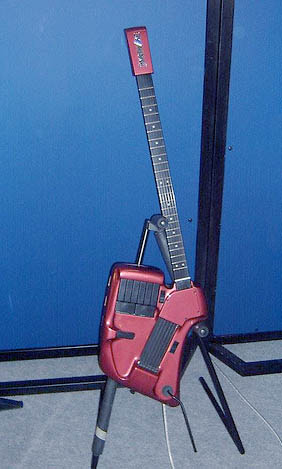
シンタックス

シンタックスは、ギターに似た形状を持つMIDIコントローラー。1986年にビル・アトキンにより制作され、80年代の半ばから終わりまでイギリスで量産されていた。シンセサイザーを音源に使用し、ギターのネックに似た形状のコントローラーで音を操作する。名前の由来は、シンセサイザーとアックス（斧、ギターを表す隠語）から。

## 特徴
シンタックスのネックはボディからややひねった形で上に伸びているが、これはネックとボディとで2種類の独立した弦があるためである。これら弦の役割は音を作り出すことではなく、シンセサイザーに送る信号のトリガーとなる。ネック側に付いている弦はフレットに触れたことを感知してピッチ（音高）を決定する。本体に付いている右手側で操作する弦は、丸いマグネットによるホール効果でヴェロシティ（音強）を感知する。これらの弦により、音のトリガー信号を決定する。弦だけでなく、本体に付いている6つのキーで音のトリガーをコントロールすることも可能。また、ブレスコントローラーを使用することも可能で、音色とボリュームを同時にコントロールすることができる。トレモロバーも備えており、通常のピッチ操作だけでなく、MIDIパラメータの操作をすることも可能（例：フィルターカットオフ、ボリューム、など）。
発売当初、1万ポンドもの値段が付けられており（約1万3000ドル）、その後も8000ドル程度で売られていた。加えて、精密な構造をしていたため大量販売に向かず、販売元の経営を圧迫した。Virgin Games社が後に販売を引き継いだが、数年のうちに撤退してしまった。

## 主な使用者
著名なシンタックス使用者は、アラン・ホールズワース、チャック・ヘイマー、リー・リトナー、パット・メセニー、ゲイリー・ムーア、アル・ディ・メオラなどがいる。リー・リトナーが所有していたシンタックスは、後にベラ・フレック＆フレックトーンズのパーカッショニストであるフューチャー・マンの手に渡り、徹底的な改造を施され、シンタックス・ドラミターと名付けられたMIDIドラムコントローラになった。
シンタックスは現在では生産終了しており、現存機種を探すことは困難である（アラン・ホールズワースによれば、約1000台が現存するが、修理できるのは2～3人しかいないという）。それが故に、MIDIギターコントローラーを使用したいというミュージシャンのほとんどは、ローランドやAXONシステムなどの他社製品を使用している。しかしながら、他社の製品にはブレスコントローラーやキーが無いため、シンタックスは依然としてニッチな楽器の地位にある。近年、Starr Labsが制作したZtarsというギター型MIDIコントローラーがシンタックスのような斬新な製品であり、Pendulumのギタリスト、Les FradkinとRob Swireが使用者として有名である。